# Who Killed Walton?
Who Killed Walton? è un film muto del 1918 diretto da Thomas N. Heffron. La sceneggiatura di Frank Colton si basa su The Veil, racconto di Norman Sherbrooke di cui non si conosce la data di pubblicazione. Prodotto e distribuito dalla Triangle, il film aveva come interpreti J. Barney Sherry, Mary Mersch, Ed Brady, Fontaine La Rue, Frank A. Bonn.

## Trama
Marian Emlen, dopo aver accettato un invito a cena di Farnum Walton, un artista che, in apparenza, vuole discutere del proprio lavoro con lei, viene molestata dall'uomo mentre i due si trovano al ristorante, un locale chiaramente equivoco. La ragazza si precipita a telefonare al fidanzato, il serio e rigido Austin Booth. L'uomo, uno dei pilastri morali della società, impegnato a combattere le sue battaglie contro il vizio, si dimostra così aspro con lei a causa di un comportamento che lui giudica avventato, che Marian ha un mancamento e sviene. Qualche ora più tardi, la ragazza riprende i sensi. Ma, inaspettatamente, si rende conto di essere nell'appartamento di Walton, vicina al corpo dell'artista, morto. Marian non sa spiegare cosa possa essere successo: a prestarle aiuto, giunge George Hamilton, un uomo politico, che cerca di chiarire l'accaduto mentre Austin, invece, non esita a definirla un'assassina. Hamilton, sapendo che Walton aveva una relazione con Elsa Armytage, interroga la donna che finisce per confessare: gelosa, quella sera aveva avuto una violenta discussione con l'amante che era rimasto vittima di un attacco cardiaco. 
Lei, per vendicarsi di Marian, aveva fatto portare la ragazza, ancora svenuta, nell'appartamento, lasciandola sola con il cadavere. Ristabilita la verità e restituito il suo onore a Marian, la giovane rompe il suo fidanzamento con Austin, scegliendo il più affidabile e fiducioso Hamilton.

## Produzione
Il film fu prodotto dalla Triangle Film Corporation.

## Distribuzione
Distribuito dalla Triangle Distributing, il film uscì nelle sale cinematografiche statunitensi il 14 aprile 1918. Non si conoscono copie ancora esistenti della pellicola che viene considerata presumibilmente perduta.